# Hagelkreuz (Langenfeld)
Hagelkreuz wird eine Ortslage im Stadtteil Reusrath der Stadt Langenfeld genannt.

## Geografische Lage
Das Hagelkreuz liegt östlich und nördlich von Gieslenberg, nördlich von Hausingen und Reusrath selbst, südlich von Galkhausen sowie westlich der Dückeburg. Der einst durch den Mauspfad, die spätere Via Publica und heutige Opladener Straße erschlossene Stadtteil ist in den letzten Jahren durch den Zuzug vieler Neubürger in Einfamilienhaus- und Reihenhaus-Siedlungen stark angewachsen. Zu ihm gehören östlich der B 8 die Alte Schulstraße (einstmals Schulstraß genannt), weiter die Straßen Am Hagelkreuz, der untere Teil des Locher Wegs, ferner Iltisweg, Wieselweg, Dachsweg und Am Ohrenbusch. Westlich der B 8 sind es Sandstraße, Neustraße, Quellenweg, der obere Teil der Bergstraße sowie der untere Teil der Brunnenstraße.

## Der NameHagelkreuz
Um den Segen Gottes hinsichtlich guten Wetters zu erflehen, wurden am Tag nach Christi Himmelfahrt, dem so genannten Hagel-Freitag, Hagelprozessionen in den Feldern mit Messe, Predigt und Vesper abgehalten. Zudem stellten die Menschen früherer Tage Kreuze in ihren Feldern auf, um den befürchteten Hagelschlag, der ganze Ernten ruinieren konnte, zu entgehen. Ein solches Kreuz steht noch heute in Reusrath an der Opladener Straße und hat der Ortslage, einer Straße sowie der Haltestelle der Buslinie 231 der Kraftverkehr Wupper-Sieg den Namen gegeben. Die Bezeichnung Hagelkreuz für die kleine Ortschaft besteht im Übrigen nachweislich seit dem Jahre 1518.

## Geschichte und Wirtschaft
Trotz dieses scheinbar noch jungen Besiedlungsalters wurde am Hagelkreuz jedoch auch ein Gräberfeld auf der Eisenzeit gefunden. Geborgen werden, konnten hier Gefäße aus Ton, die seitens der Forscher in die Hallstattzeit datiert wurden. Die Lage dieses Gräberfeldes ermöglichte es mit, den Verlauf des frühesten bekannten Handelsweges durch das Rheinland zu rekonstruieren. Der so genannte Mauspfad, eine spätere Hansestraße verlief in Langenfeld aus Opladen kommend über den Rosendahlsberg, wo ebenfalls ein Gräberfeld sogar schon bis in die Bronzezeit zurückdatiert werden konnte. Des Weiteren berührte der Weg die Ortslagen Schnepprath und Hausingen. Von dort führte der Weg über die heutige Opladener Straße durch die Ortslage Hagelkreuz und von hier an Galkhausen vorbei durch die Talstraße, dann über Hucklenbruch nach Ganspohl. Die Richrather Straße mit dem Steinrausch bildete die Station auf dem Weg nach Richrath. Von hier gelangten Reisende schließlich über die Hildener Straße mit der Mautstelle Zollhaus, wo noch einmal ein Gräberfeld aus germanischer Zeit lag, nach Hilden. Der Mauspfad verband einst überregional in einer Linie den Rheingau mit Essen, wo er den Hellweg erreichte.
Häufige Erwähnung fand die Ortslage in früheren Zeiten nicht. Dennoch ist aufgrund einer Tabelle des Jahres 1816 bekannt, dass an der Schulstraß, einer Bauerschaft, 52 Einwohner zu Hause waren. Ein Restaurant in heutiger Zeit macht mit Geranien-Dünger und als einzige Gasthaus-Brauerei in Langenfeld mit eigenem Bier auf sich aufmerksam.

## Siedlungsentwicklung
Waren es in früherer Zeit einzelne Gehöfte, die wie überall in Reusrath verstreut lagen und teils kleine Ortslagen bildeten, sind in drei großen Entwicklungsschüben weitere Häuser hinzugebaut worden. Eine erste weitere Besiedlung erfolgte im Bereich Hagelkreuz zu Ende des 19. Jahrhunderts, eine zweite nach dem Zweiten Weltkrieg, weil für Ostaussiedler neuer Wohnraum benötigt wurde. Der Drang nach eigenen vier Wänden führte insbesondere ab den 1990er Jahren an der Schulstraße und den angrenzenden Straßen Locher Weg, Ohrenbusch und Iltisweg zum Bau von Einfamilienhäusern und Reiheneigenheimen. Bereits ab den 1980er Jahren wurden Am Hagelkreuz neue Mehrfamilienhäuser mit teils Parkhäusern errichtet. Inzwischen kann daher bezüglich des Hagelkreuzes von einer geschlossenen Ortslage am Südrand des Galkhauser Waldes gesprochen werden.